# Caledonite
La caledonite (simbolo IMA: Cdo) è un minerale piuttosto raro della classe dei "solfati (e simili)". La sua composizione chimica è Pb5Cu2[(OH)6|CO3|(SO4)3], cioè chimicamente parlando, è un solfato di piombo-rame con anioni ossidrilici e carbonati aggiuntivi.

## Etimologia e storia
La caledonite fu scoperta per la prima volta a Leadhills nel sud-ovest della Scozia e descritta nel 1820 da Henry James Brooke (1771-1857), che inizialmente si riferì al minerale come a un solfatocarbonato cupreo di piombo. Un anno dopo, Karl Cäsar von Leonhard adottò questa designazione nella seconda edizione della sua opera, Handbuch der Oryktognosie.
Quando Johann Friedrich August Breithaupt pubblicò le sue "Caratteristiche complete del sistema minerale" nel 1832, orientò il nome del minerale più verso la sua struttura cristallina.
Il minerale ricevette infine il suo nome Caledonite o Calédonite, che è valido ancora oggi, da François Sulpice Beudant, che lo chiamò dopo la parola latino-celtica che indica la Scozia (Caledonia), in riferimento alla sua località tipo.

## Classificazione
Nell'ormai obsoleta, ma ancora usata, 8ª edizione della sistematica minerale di Strunz, la caledonite apparteneva alla classe dei minerali dei "solfati, selenati, tellurati, cromati, molibdati, tungstati" e lì alla sottoclasse dei "solfati anidri con anioni estranei", dove era l'unico membro a formare il gruppo indipendente VI/B.09.
Anche la 9ª edizione della sistematica minerale di Strunz, valida dal 2001 e utilizzata dall'Associazione Mineralogica Internazionale (IMA), classifica la caledonite nella classe "7. Solfati (selenati, tellurati, cromati, molibdati, tungstati)" e nella sottoclasse "7.B Solfati (selenati, etc.) con anioni aggiuntivi, senza H2O". Tuttavia, questa sottoclasse è ulteriormente suddivisa in base alla dimensione dei cationi coinvolti, in modo che il minerale possa essere trovato nella suddivisione "7.BC Con cationi di media e grande dimensione" in base alla sua composizione, dove è anche l'unico membro del gruppo senza nome 7.BC.50.
La classificazione dei minerali secondo Dana, utilizzata principalmente nel mondo anglosassone, classifica la caledonite nella classe dei "solfati, cromati e molibdati", che comprende anche i selenati subordinati, telluriti, seleniti, telluriti, solfiti e cromati. La caledonite appartiene qui al dipartimento dei "Solfati composti" ed è l'unico membro del gruppo senza nome 32.03.02 all'interno della suddivisione di "Solfati composti (anidri) con formula polianionica".

## Abito cristallino
La caledonite cristallizza nel sistema ortorombico nel gruppo spaziale Pnm21 (gruppo nº 31, posizione 2) con parametri reticolari a = 7,15 Å, b = 20,09 Å e c = 6,56 Å oltre a 2 unità di formula per cella unitaria.

## Origine e giacitura
La caledonite è un tipico minerale secondario che si forma principalmente nella zona alterata dei depositi di piombo e rame. I minerali associati includono anglesite, azzurrite, brochantite, cerussite, leadhillite, linarite e malachite.
Essendo una formazione minerale piuttosto rara, la caledonite può essere abbondante in vari siti, ma nel complesso non è molto comune.A partire dal 2011, sono stati classificati circa 300 siti in tutto il mondo. Oltre alla sua località tipo Leadhills, che è anche nota per cristalli di caledonite particolarmente grandi fino a 2 cm di dimensione, il minerale si trovava in molti altri luoghi in Inghilterra, Scozia e Galles nel Regno Unito.
La "Mammoth Mine" nella contea di Pinal (Arizona) e la "Blue Bell Mine" nella contea di San Bernardino (California) negli Stati Uniti, dove sono stati rinvenuti cristalli di dimensioni comprese tra 1,5 e 2 cm, sono note anche per gli straordinari ritrovamenti di caledonite. Inoltre, sono noti ritrovamenti di drusen con cristalli ben sviluppati nella miniera di Tchah Mille vicino ad Anarak, nella provincia iraniana di Esfahan.
In Italia la caledonite è stata rinvenuta in Campania presso le fumarole del Vesuvio; in Lombardia (in Val Stabina presso Valtorta, presso Introbio e a Boarezzo); in Piemonte (miniera di Lausetto presso Valdieri); in diverse miniere della Sardegna (Gennamari, Ingurtosu, Nieddoris, tutte presso Arbus, Sa Duchessa e San Giovanni presso Domusnovas, Su Sizzimurreddu e Tiny-Arenas presso Fluminimaggiore, Montevecchio presso Guspini e Acquaresi presso Iglesias); la caledonia è stata trovata pure in Trentino-Alto Adige (miniera di Frattasecca presso Novaledo), Toscana (Massa Marittima, Campiglia Marittima e Piombino tra le altre) e in Veneto (miniera di Monte Trisa presso Torrebelvicino).
In Germania, la caledonite è stata finora trovata principalmente nella Foresta Nera nel Baden-Württemberg, ma anche sull'Hohenstein vicino a Lautertal e nella "Grube Vereinigung" vicino a Eisenbach in Assia, in diverse località dell'Harz dalla Bassa Sassonia alla Sassonia-Anhalt, in diverse miniere nel Bergisches Land, nella regione della Ruhr, nel Sauerland e nel Siegerland nella Renania Settentrionale-Vestfalia, in diverse località dell'Eifel e nel Westerwald in Renania-Palatinato e nella miniera Santissima Trinità vicino a Zschopau in Sassonia.
In Austria sono noti diversi siti in Carinzia, Bassa Austria, Salisburghese e Stiria, mentre in Svizzera è nota solo la "miniera di Les Moulins" vicino a Saint-Luc nel Canton Vallese.
Altre località sono sparse in tutto il mondo.

## Caratteristiche chimico-fisiche
Con una durezza Mohs da 2,5 a 3, la caledonite è uno dei minerali medio-duri che possono essere graffiati con una moneta di rame, simile al minerale di riferimento calcite (durezza 3).
Fonde al cannello a soffiatura; è solubile in acido nitrico (HNO3) con effervescenza e in idrossido d'ammonio (NH4OH).

## Forma in cui si presenta in natura
La caledonite di solito sviluppa cristalli da trasparenti a traslucidi con un habitus da aghiforme a prismatico e una lucentezza da resina a vetro sulle superfici. Tuttavia, i cristalli sono spesso disposti in aggregati radiali o trapuntati. Il colore del minerale varia tra il verde scaglie scuro e il verde bluastro più chiaro, mentre il colore della linea è verde chiaro.